# Station Namba
 Station Namba  (難波駅, Namba-eki) is een spoorweg- en metrostation in de wijk Chūō-ku in de Japanse stad Osaka. Het wordt uitgebaat door de Nankai-spoorwegmaatschappij en de Metro van Osaka. Het station heeft in totaal 16 sporen en behoort tot de grootste stations van Osaka. Naast dit station zijn er nog twee andere stations met de naam Namba: JR Namba en Osaka Namba. Deze worden gebruikt door respectievelijk JR West en Kintetsu. 

Hoewel de naam 'Namba' in kanji als 難波 wordt geschreven (en voor het station van Nankai gebruikt wordt), hanteert men over het algemeen het hiragana (なんば) voor de andere stations, daar de kanji ook als 'Naniwa' (een wijk in Osaka), gelezen kunnen worden. De naam 'Namba' is een variatie op de lezing van de karakters voor Naniwa. 

Het station is met een totaal van 637.232 in- en uitstappers een van de drukste station in Osaka.

## Stationsindeling
Het gedeelte van Nankai bestaat uit een bovengronds station met negen zakspoorperrons. De perrons van de metrolijnen liggen allen uit elkaar, waardoor elke lijn zijn eigen 'station' heeft; deze liggen allen ten noorden van het Nankai-gedeelte. De stations zijn via wandelgangen en winkelcentra verbonden met de stations JR Namba, Osaka Namba, Nippombashi en ook onderling.

## Lijnen

### Nankai
| 1-4 | ■ Koya-lijn   | richting Sakaihigashi, Kawachinagano, Hashimoto, Gokurakubashi en Izumi-Chūō |
| 5-9 | ■ Nankai-lijn | richting Sakai, Kishiwada, Izumisano, Wakayamashi en de Luchthaven Kansai    |

### Metro van Osaka

#### Midosuji-lijn(stationsnummer M20)
| 1 | ■ Midosuji-lijn | richting Tennōji, Abiko en Nakamozu |
| 2 | ■ Midosuji-lijn | richting Umeda, Shin-Osaka en Esaka |

#### Sennichimae-lijn(stationsnummer S16)
| 1 | ■ Sennichimae-lijn | richting Tsuruhashi en Minami-Tatsumi |
| 2 | ■ Sennichimae-lijn | richting Nodahanshin                  |

#### Yotsubashi-lijn(stationsnummer Y15)
| 1 | ■ Yotsubashi-lijn | richting Daikokuchō en Suminoekōen |
| 2 | ■ Yotsubashi-lijn | richting Nishi-Umeda               |

## Geschiedenis
Het eerste station werd in 1885 geopend aan de Hankai-lijn (niet te verwarren met de huidige tramlijn). In 1898 ging deze lijn verder als de huidige Nankai-lijn en in 1932 verrees er een nieuw station en drie jaar later kreeg de Midosuji-lijn een station. In de jaren 70 werd het station gerenoveerd en uitgebouwd met o.a. perrons voor de Koya-lijn en kregen de Sennichimae-lijn en de Yotsubashi-lijn een station. Na de voltooiing van de Internationale Luchthaven Kansai kwam er een speciale lijn die rechtstreeks naar het vliegveld rijdt (welke overigens voor 90% gebruikmaakt van het spoor van de Nankai-lijn.

## Overig openbaar vervoer
Er bevindt zich een busstation met negen haltes. Vanaf dit station vertrekken de bussen 29, 52, 60, 71, 73, 84, 85, 103, 105 en 108

## Stationsomgeving
De buurt Namba wordt gezien als het zuidelijke deel van het centrum van Osaka en heeft als bijnaam dan ook Minami, wat zuid betekent. Het gebied wordt gekenmerkt door wolkenkrabbers, grote warenhuizen en winkelcentra, kantoren, restaurants, nachtclubs, hotels en alles wat van een centrum van een miljoenenstad verwacht kan worden.
- Den Den Town (gebied waar vooral elektronica en toebehoren wordt verkocht)
- Namba City (winkelcentrum)
- Namba Walk (ondergrondse winkelpassage)
- Tōhō-gebouw:
  - Namba Marui (winkelcentrum met voornamelijk kleding)
  - Tōhō cinemas (bioscoop)
- Osaka Shochikuza (theater)
- Namba Grand Kagetsu (theater)
- Sennichimae Dōgusuji Shōtengai (winkelpassage voor kookgerei en meubels)
- Namba NanNan (ondergrondse winkelpassage)
- Takashimaya (warenhuis)
- Wins (wedkantoor)
- Namba Parks (stadsvernieuwingsproject)
- Swissôtel Nankai Namba
- Escale Namba:
  - Bic Camera (elektronicawinkel)
- Osaka City Air Terminal (multifunctioneel complex)

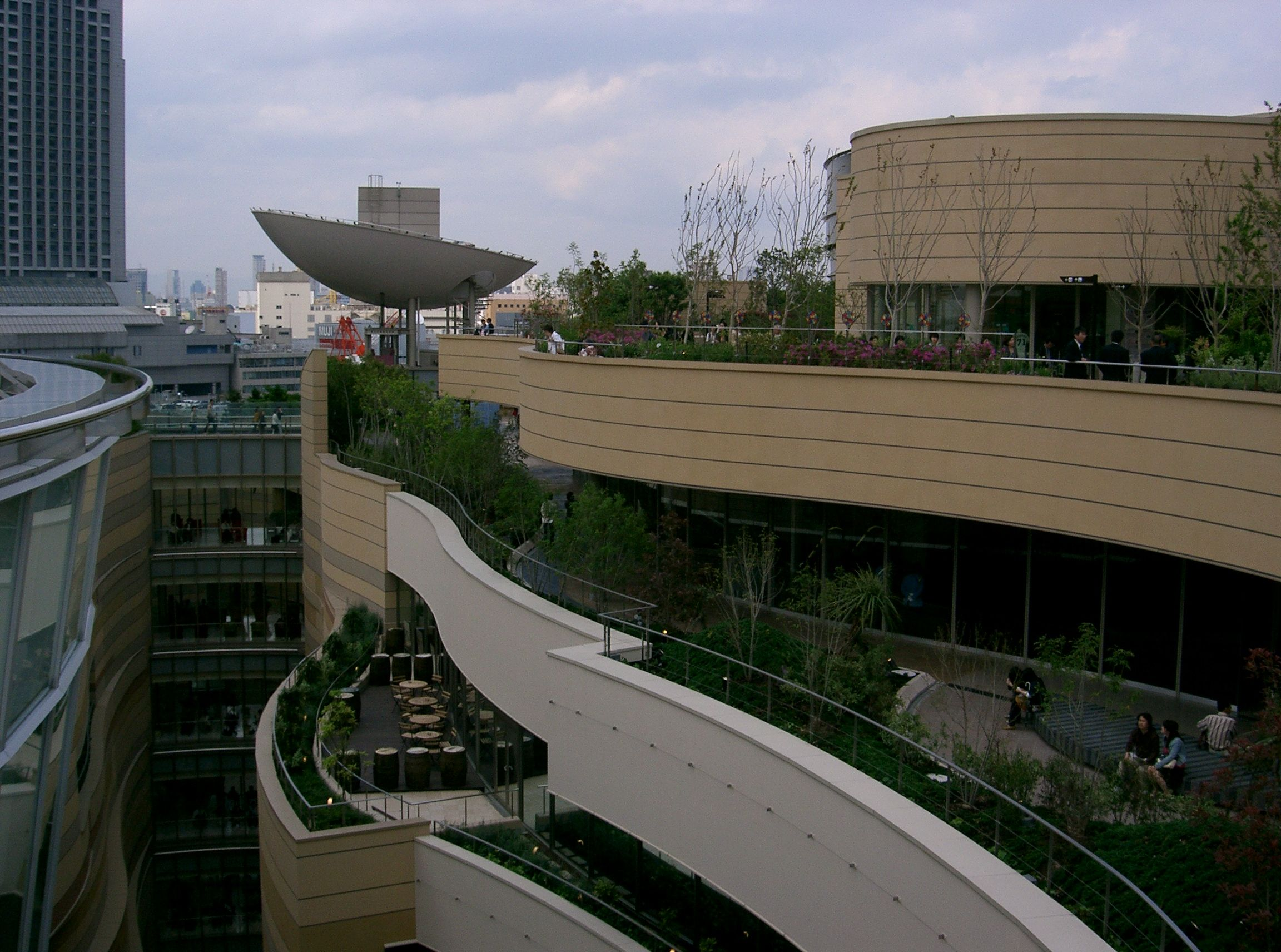
Namba Parks
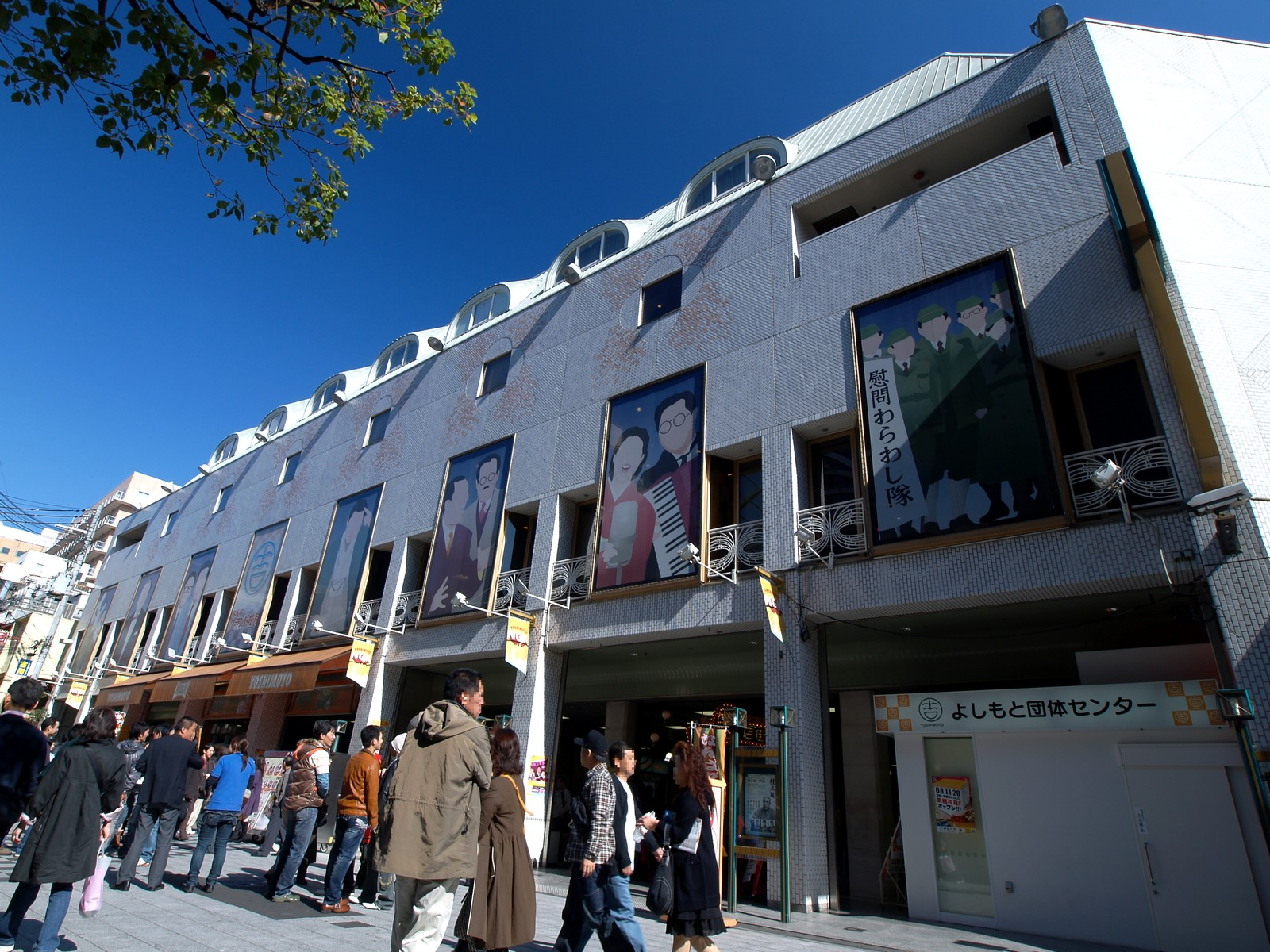
Namba Grand Kagetsu Theater
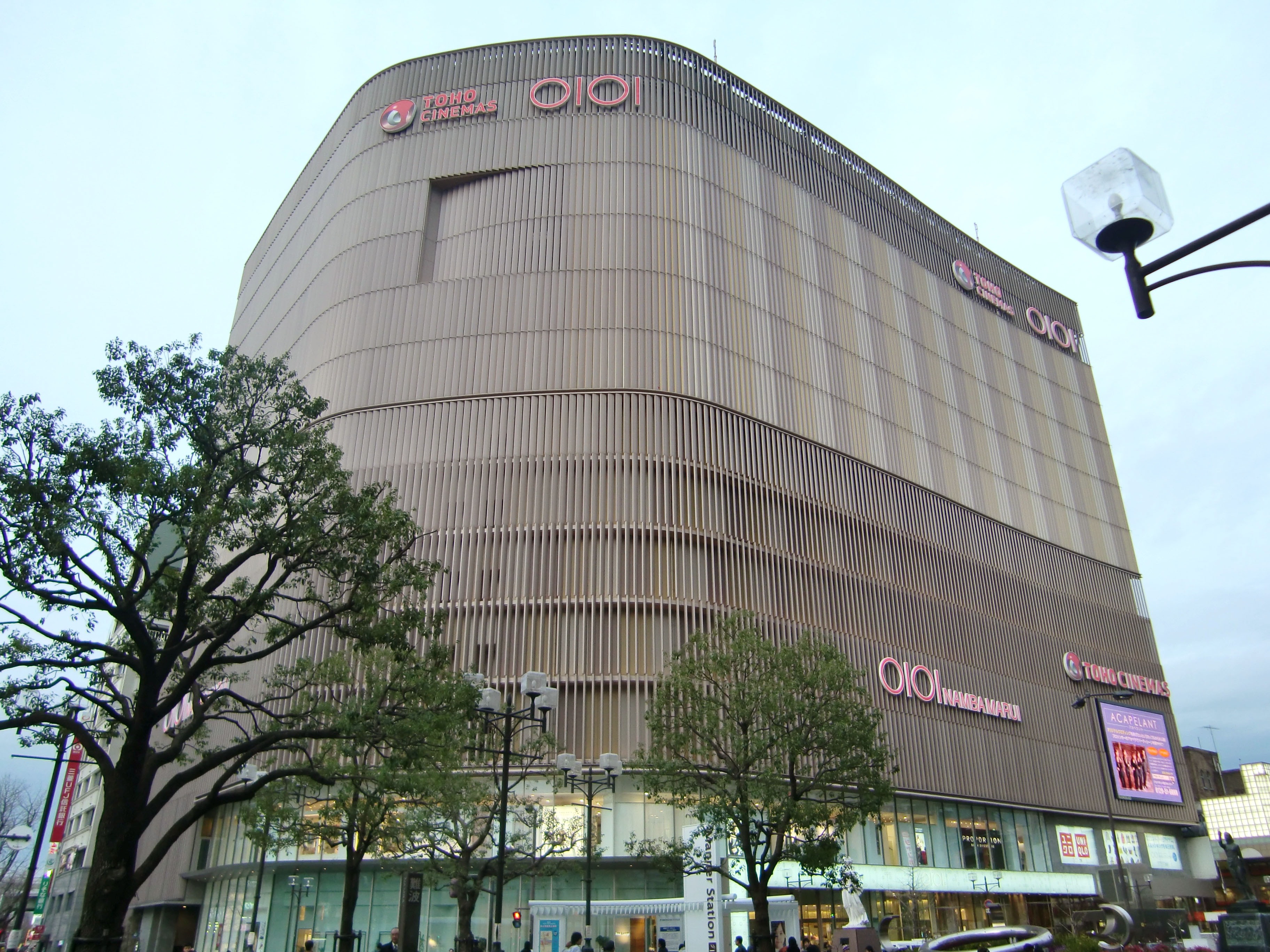
Namba Marui
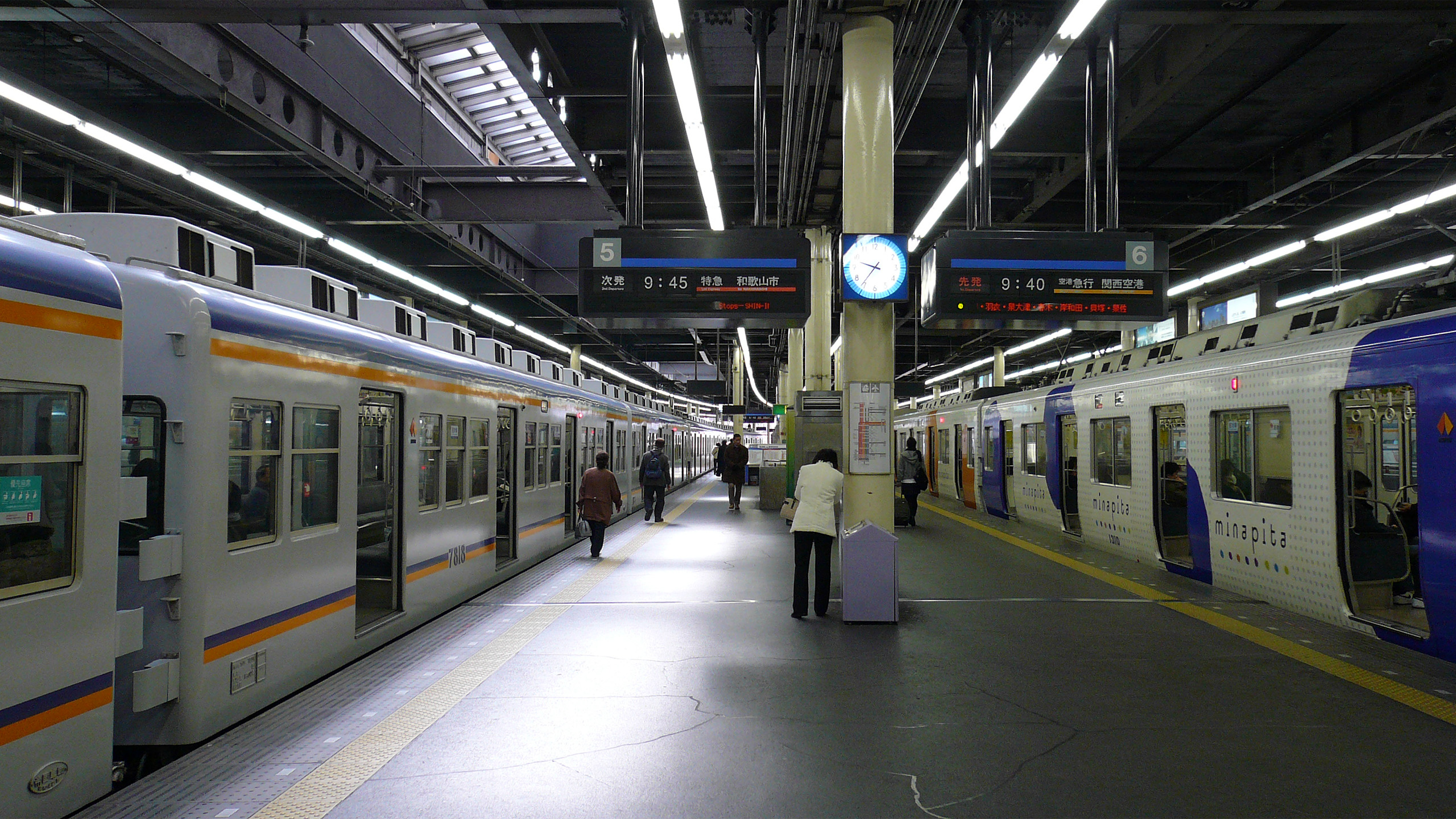
Perrons van Nankai

Nodahanshin · Tamagawa · Awaza · Nishi-Nagahori · Sakuragawa · Namba ·  Nippombashi · Tanimachi Kyūchōme · Tsuruhashi · Imazato · Shin-Fukae · Shōji · Kita-Tatsumi · Minami-Tatsumi
Nishi-Umeda · Higobashi · Hommachi · Yotsubashi · Namba · Daikokuchō · Hanazonochō · Kishinosato · Tamade · Kita-Kagaya · Suminoekōen